# Helina castigata
Helina castigata är en tvåvingeart som beskrevs av Malloch 1925. Helina castigata ingår i släktet Helina och familjen husflugor. Inga underarter finns listade i Catalogue of Life.